# جينسيكيهجين (هيروشيما)
جينسيكيهجين هي مدينة تقع في محافظة هيروشيما، اليابان. تبلغ مساحة هذه المدينة 381.81 (كم²)، ويبلغ عدد سكانها 12,464 نسمة حسب إحصاء سنة 2004.